# Graves Nunataks
I Graves Nunataks  sono un piccolo gruppo di nunatak (picco roccioso sporgente) antartici, situati vicino al bordo dell'Altopiano Antartico, 26 km a est-sudest del Beard Peak, nelle La Gorce Mountains, catena montuosa che fa parte dei Monti della Regina Maud, in Antartide. 
Fu mappato dall'United States Geological Survey sulla base di ispezioni in loco e di foto aeree scattate dalla U.S. Navy nel 1960–63.
La denominazione è stata assegnata dall'Advisory Committee on Antarctic Names (US-ACAN) in onore di Gerald V. Graves, dello Squadron VX-6 della U.S. Navy, fotografo dell'Operazione Deep Freeze nel 1966 e 67.